# اسالتیلو (میسیسیپی)
اسالتیلو (به انگلیسی: Saltillo) شهری در ایالت میسیسیپی کشور ایالات متحده آمریکا است که جمعیت آن در سرشماری سال ۲۰۱۰ میلادی، ۴٬۷۵۲ نفر بوده‌است.